# Floringhem
Floringhem település Franciaországban, Pas-de-Calais megyében. Lakosainak száma 883 fő (2022. január 1.). Floringhem Ferfay, Pernes, Aumerval, Camblain-Châtelain és Cauchy-à-la-Tour községekkel határos.

## Népesség
A település népességének változása:
| Lakosok száma | 877  | 891  | 908  | 898  | 890  | 883  | 883  | 883  | 883  |
|               | 2013 | 2015 | 2016 | 2017 | 2018 | 2019 | 2020 | 2021 | 2022 |